# György Baloghy

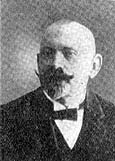
György Baloghy

György Baloghy von Balog (* 22. Oktober 1861 in Derecsény, Komitat Gömör és Kishont; † 22. Oktober 1931 in Budapest) war ein ungarischer Jurist, Politiker und Minister.

## Leben
Baloghy entstammte einer Adelsfamilie, deren Ursprung sich bis zum Ende des 14. Jahrhunderts zurückverfolgen lässt. Er besuchte das Wiener Theresianum und studierte Jura in Budapest. Nach kurzer Tätigkeit als Anwalt war er ab 1888 Richter und wurde 1901 Vertreter des Generalstaatsanwalts. Ab 1910 war er Präsident des Budapester Strafgerichtshofs und ab 1917 Präsident der Strafkammer der Kúria, des Obersten Gerichts des Königreichs Ungarn. Von 15. August bis 22. September 1919 war Baloghy Justizminister im Kabinett von István Friedrich und anschließend bis 1927 erneut Präsident der Strafkammer der Kúria.